# Aplogompha argentilinearia
Aplogompha argentilinearia är en fjärilsart som beskrevs av J. Peter Maassen 1890. Aplogompha argentilinearia ingår i släktet Aplogompha och familjen mätare. Inga underarter finns listade i Catalogue of Life.